# Пшевуз (Куявсько-Поморське воєводство)
Пшевуз (пол. Przewóz) — село в Польщі, у гміні Пйотркув-Куявський Радзейовського повіту Куявсько-Поморського воєводства.
Населення — 219 осіб (2011).
У 1975-1998 роках село належало до Влоцлавського воєводства.

## Демографія
Демографічна структура станом на 31 березня 2011 року:
|          | Загалом | Допрацездатний вік | Працездатний вік | Постпрацездатний вік |
| -------- | ------- | ------------------ | ---------------- | -------------------- |
| Чоловіки | 104     | 22                 | 74               | 8                    |
| Жінки    | 115     | 21                 | 59               | 35                   |
| Разом    | 219     | 43                 | 133              | 43                   |